# Gabriel Costa (piłkarz)
Basilio Gabriel Costa Heredia (ur. 2 kwietnia 1990 w San Carlos) – peruwiański piłkarz pochodzenia urugwajskiego występujący na pozycji ofensywnego pomocnika, reprezentant Peru, od 2024 roku zawodnik Universitario de Deportes.
W 2018 roku otrzymał peruwiańskie obywatelstwo.